# نهر لوبوري
نهر لوبوري (بالتايلاندية:แม่น้ำลพบุรี) و (بالإنجليزية:Lopburi River) هو نهر في تايلاند وهو أحد روافد نهر شاو فاريا في محافظة لوبوري ويَدخل جنباً إلى جنب مع نهر با ساك في محافظة أيوتايا، ويَبلغ طولة حوالي 95 كيلومتر.